# Kamelot (hrad)

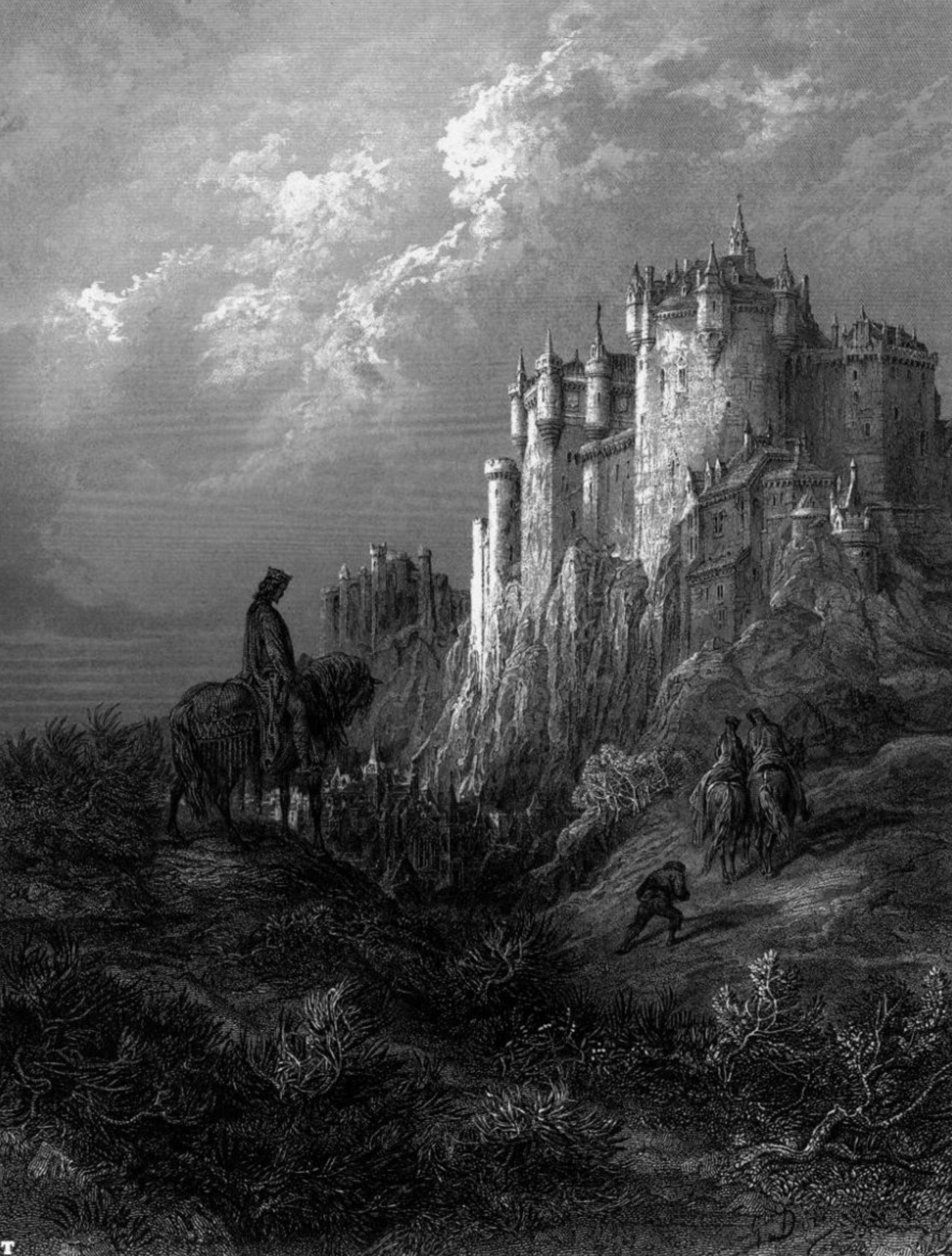
Umělecká představa hradu.

Kamelot (anglicky Camelot) byl hrad legendárního britského krále Artuše. Tato legenda zmiňuje celou řadu jiných osob, které s králem Artušem na tomto hradu žily. Jsou označovány jako rytíři kulatého stolu.
O místě, na kterém hrad Kamelot stál, se v současnosti pouze spekuluje a jeho přesná poloha není známá. Panují i jisté neshody o tom, zda hrad skutečně existoval, anebo zda se jedná pouze o legendu. Podle některých historiků vznikl Kamelot někdy ve druhé polovině 5. či první polovině 6. století jako raně středověké hradiště keltského typu, kde se pravděpodobně nacházelo pohanské obětiště, které bylo později nahrazeno křesťanskou bazilikou, a opevnění s několika kamennými věžemi, baštami a příkopem. Komplex zřejmě lehl popelem a byl zcela zpustošen během několika normanských invazí v 11. století, avšak jeho historie je dodnes známá pouze útržkovitě a matně, jelikož se téměř nic průkazného nedochovalo.